# ベニータ・フィッツジェラルド＝ブラウン
ベニータ・フィッツジェラルド＝ブラウン（Benita Fitzgerald-Brown、1961年7月6日 - ）は、アメリカ合衆国の元陸上競技選手。1984年ロサンゼルスオリンピック女子100mHの金メダリストである。

## 経歴
フィッツジェラルドは、バージニア州出身で、子供の頃からスポーツも勉強も優秀であった。陸上競技で奨学金を受けテネシー大学に進学。大学では理学士の学位を受け卒業。卒業後はエンジニアとなる。大学時代には15回オールアメリカンに選出。全米学生選手権で4つのタイトルを獲得した。
1984年ロサンゼルスオリンピックでは100mHに出場。12.84秒でイギリスのシャーリー・ストロングらを下し金メダルを獲得、この種目では、まだ80mHであった時代の1932年ロサンゼルスオリンピックのベーブ・ディドリクソン以来のアメリカ人の金メダリストとなる。フィッツジェラルドはロサンゼルス大会のほかにも、ボイコットで不参加だった1980年モスクワオリンピックでも代表に選出されていた。また、1988年ソウルオリンピックでは補欠に選ばれていた。
フィッツジェラルドは、1996年アトランタオリンピックの開会式において五輪旗を持って入場する大役を果たした。

## 自己記録
- 100mH - 12秒96 (1983年8月13日)

## 主な実績
| 年   | 大会                   | 場所                         | 種目  | 結果 | 記録   |
| ---- | ---------------------- | ---------------------------- | ----- | ---- | ------ |
| 1983 | ユニバーシアード       | エドモントン(カナダ)         | 100mH | 3位  | 13秒24 |
| 1983 | 世界陸上競技選手権大会 | ヘルシンキ(フィンランド)     | 100mH | 8位  | 12秒99 |
| 1983 | パンアメリカン競技大会 | カラカス(ベネズエラ)         | 100mH | 1位  | 13秒16 |
| 1984 | オリンピック           | ロサンゼルス(アメリカ合衆国) | 100mH | 1位  | 12秒84 |